# 山口県立南陽工業高等学校
山口県立南陽工業高等学校（やまぐちけんりつ なんようこうぎょうこうとうがっこう）は、山口県周南市に所在する公立の工業高等学校。

## 概要
略称は南工（なんこう）で、校章もこの二文字をモチーフにデザインされている。
周南学区域における工業高校3校（南陽工業高校・下松工業高校・徳山商工高校）の中では、もっとも新しく創立された。
硬式野球部は強豪で、春夏の甲子園には過去9回（春5回、夏4回）出場している。2006年には1978年以来となる春夏連続出場を果たした。
また2009年春（第81回）では初出場以来2度目となるベスト8に進出した。　

## 沿革
- 1962年4月8日 - 山口県立南陽工業高等学校開校（金属機械科、電気科、工業化学科各80名）
- 1966年4月1日 - 金属機械科を機械科に名称変更
- 1984年4月1日 - 工業化学科を化学工業科に名称変更
- 1996年4月1日 - システム機械科1学級新設
- 2004年4月1日 - 機械科、システム機械科、化学工業科を機械システム科、応用化学科に変更

## 学科
全日制
- 機械システム科（定員40名）（平成22年より定員80名）
- 電気科（定員40名）
- 応用化学科（定員40名）

## 出身者
- 吉本博 - 元プロ野球選手。元韓国プロ野球・斗山ベアーズ2軍監督。
- 津田恒実 - 元プロ野球選手
- 森重泰浩 - 元プロ野球選手
- 椎木匠 - 元プロ野球選手
- 岩本輝 - 元プロ野球選手
- 摩嶋一整 - 総合格闘家
- 羽田昇平（ショウショウ） - 漫才師

## エピソード
- 元校長で野球部監督として津田恒実を育てた坂本昌穂は2007年（平成19年）7月、周南市教育長に就任した。
- 2009年（平成21年）3月9日には、当時津田の担当スカウトだった村上孝雄から津田プレート（広島市民球場に設置されていた顕彰板）のレプリカを贈呈されている。